# Grève des dockers de Hambourg

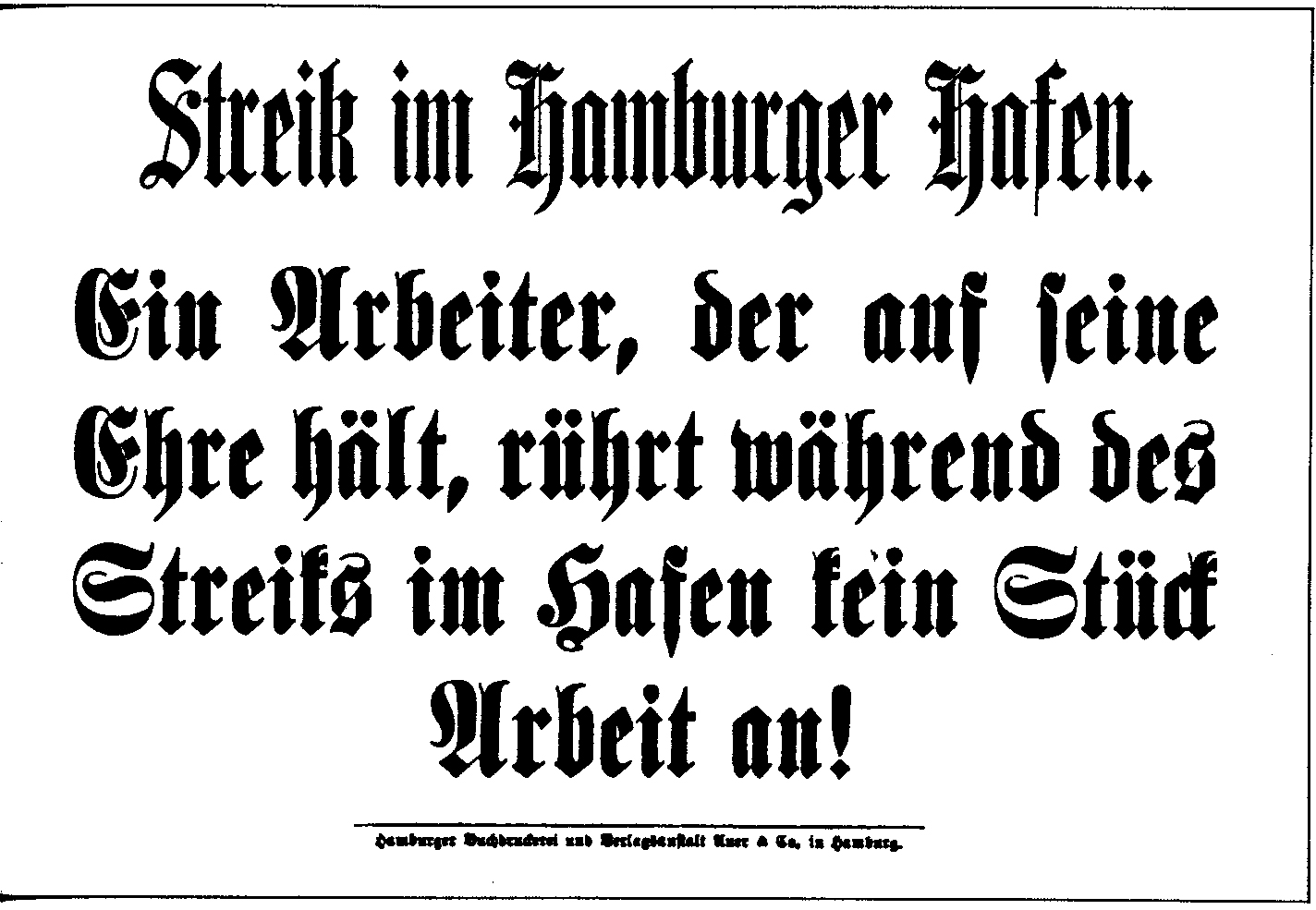
Tract d'appel à la grève : « Grève du port de Hambourg. Un travailleur qui tient à son honneur ne lève pas le petit doigt pendant la grève ! »

La grève des dockers de Hambourg de 1896-1897 est un des conflits de travailleurs les plus importants de l'Empire allemand. Elle commence le 21 novembre 1896, dure onze semaines, implique à son paroxysme près de 17 000 travailleurs, et se termine le 6 février par une défaite totale des grévistes. Cette lutte a des répercussions considérables sur l'économie de Hambourg, et attire l'attention au-delà des frontières. Elle est portée avant tout par des groupes de travailleurs peu organisés syndicalement et aux conditions de travail précaires. Face à eux se tiennent des entrepreneurs bien organisés. Ces événements seront utilisés par les conservateurs et le gouvernement allemand comme prétexte pour tenter une politique encore plus répressive contre la social-démocratie via un projet de loi autorisant le recours aux travaux forcés.

## Contexte historique

### L'importance du port de Hambourg

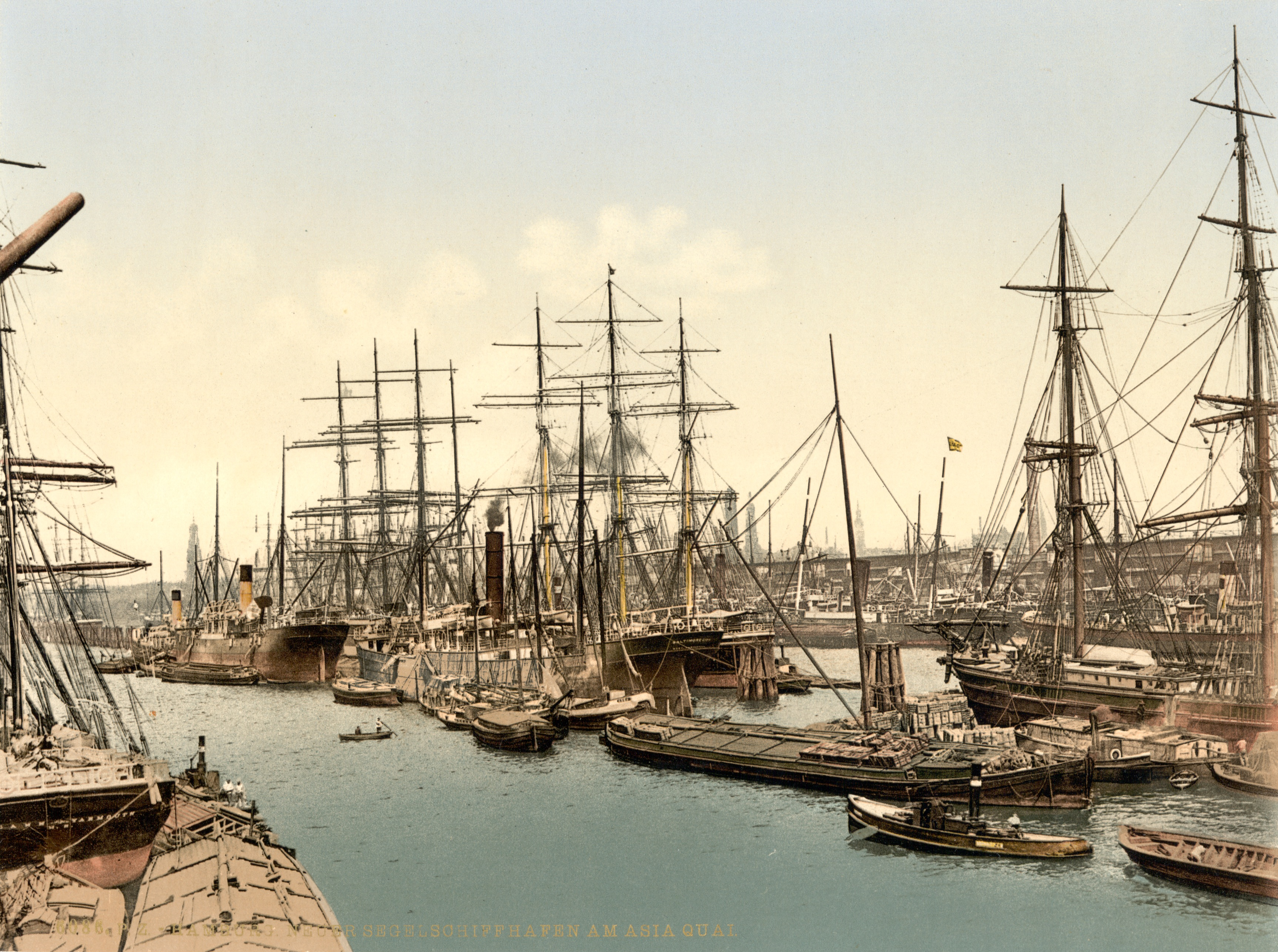
Hambourg : Port des voiliers au quai d'Asie (v. 1890-1900)

Depuis le milieu du XIXe siècle, Hambourg est le principal centre naval et commercial d'Allemagne. Le port en est le cœur économique. De 1856 à 1886, la quantité de marchandises importées par bateau à Hambourg triple. Cette croissance est principalement due au développement des relations commerciales avec l'Amérique latine, après que ces régions se soient détachées du Portugal et de l'Espagne. À ceci s'ajoute l'émigration vers l'Amérique. Ce concours de circonstances diminue le coût du fret entre l'Amérique et Hambourg, les navires pouvant faire l'aller et le retour les cales pleines.
Le centre économique que représente le port influe sur l'industrie de Hambourg, fortement orientée vers l'exportation. La production de biens de haute qualité artisanale y joue un plus grand rôle que dans les régions industrielles dominées par la production de masse. S'y ajoute la construction de navires dans les chantiers navals de Hambourg.
La position dominante du port de Hambourg vis-à-vis de la concurrence dans l'Empire s'accroît. En 1873, le port représente près de 30 % du commerce maritime en tonnage net. Cela suffit à lui donner incontestablement la première place parmi les ports allemands : Brême /Bremerhaven, à l'embouchure de la Weser, se trouve loin derrière avec seulement 12 %. En 1893, Hambourg dépasse les 40 %, et atteindra 44 % en 1911. Les ports de la Weser, toujours numéro deux, n'ont alors accru leur part que de 0,5 %.
Le grand avantage de Hambourg est son raccordement efficace à l'arrière-pays : un système élaboré de réseaux fluviaux et ferrés converge en effet vers Hambourg. De plus, depuis Hambourg, l'arrière-pays ne se limite pas à la frontière de l'Empire. Le port est une escale cruciale pour le commerce entre certaines parties d'Europe centrale ou orientale et le Nouveau Monde. Les flux de marchandises sont particulièrement importants entre Hambourg et l'Autriche-Hongrie, les Balkans, la Scandinavie et même, en partie, la Russie.
C'est son port qui donne à cette ville hanséatique une grande partie de son poids économique et politique. Dans le même temps, il peut potentiellement occasionner de lourdes pertes s'il se retrouve engorgé, notamment en raison d'une grève.

### L'organisation syndicale
Hambourg est le centre du mouvement syndicaliste d'Allemagne. En 1890, la ville compte 84 syndicats : presque tous les métiers disposent de leur propre organisation, et les syndicats possèdent au total plus de 30 000 adhérents. La position privilégiée de Hambourg dans ce mouvement se traduit par la présence dans la ville du siège de la Commission générale des syndicats d'Allemagne, et de toute une série de bureaux centraux appartenant à divers syndicats. Le parti social-démocrate allemand y possède aussi son bastion. En 1890, le parti remporte les trois sièges de Hambourg au Reichstag, et les conservera jusqu'à la fin de l'Empire.
Ce mouvement de travailleurs subit cependant une lourde défaite. Dans plusieurs États, des tentatives de grèves ont lieu le 1er mai 1890 pour demander la journée de huit heures, ou au moins une réduction sensible de la durée de travail journalière. En Allemagne, la contestation se concentre rapidement dans la métropole de l'Elbe. Mais les grévistes font face à un groupe d'entrepreneurs « parfaitement préparés et bien organisés, dont la puissance et la détermination pouvait difficilement être sous-estimée ». Ce bloc solide n'est pas prêt aux concessions, et répond par des lock-outs massifs et autres sanctions. La défaite des grévistes après des semaines de bataille conduira à une baisse sensible des adhésions aux syndicats.
Cette baisse est également le résultat d'une conjoncture qui s'assombrit. La jeune Union des travailleurs portuaires, fondée en 1891, rassemble tous les groupes de travailleurs du port de Hambourg et réunit d'abord environ 5 000 adhérents, mais dès l'année suivante, ce nombre tombe à 1 800. La 5e pandémie de choléra,
qui atteint Hambourg en 1892, contribue aussi à ce recul. En outre, la même année, le groupe des dockers fait dissidence et se sépare de l'union générale en fondant sa propre Union des dockers de Hambourg de 1892, une organisation autonome et locale. Les raisons avancées sont une critique de la bureaucratie, des structures centralisées, de l'utilisation qui est faite des cotisations et du poids qu'elle font peser sur chaque membre.

### Les points communs entre les divers métiers du port

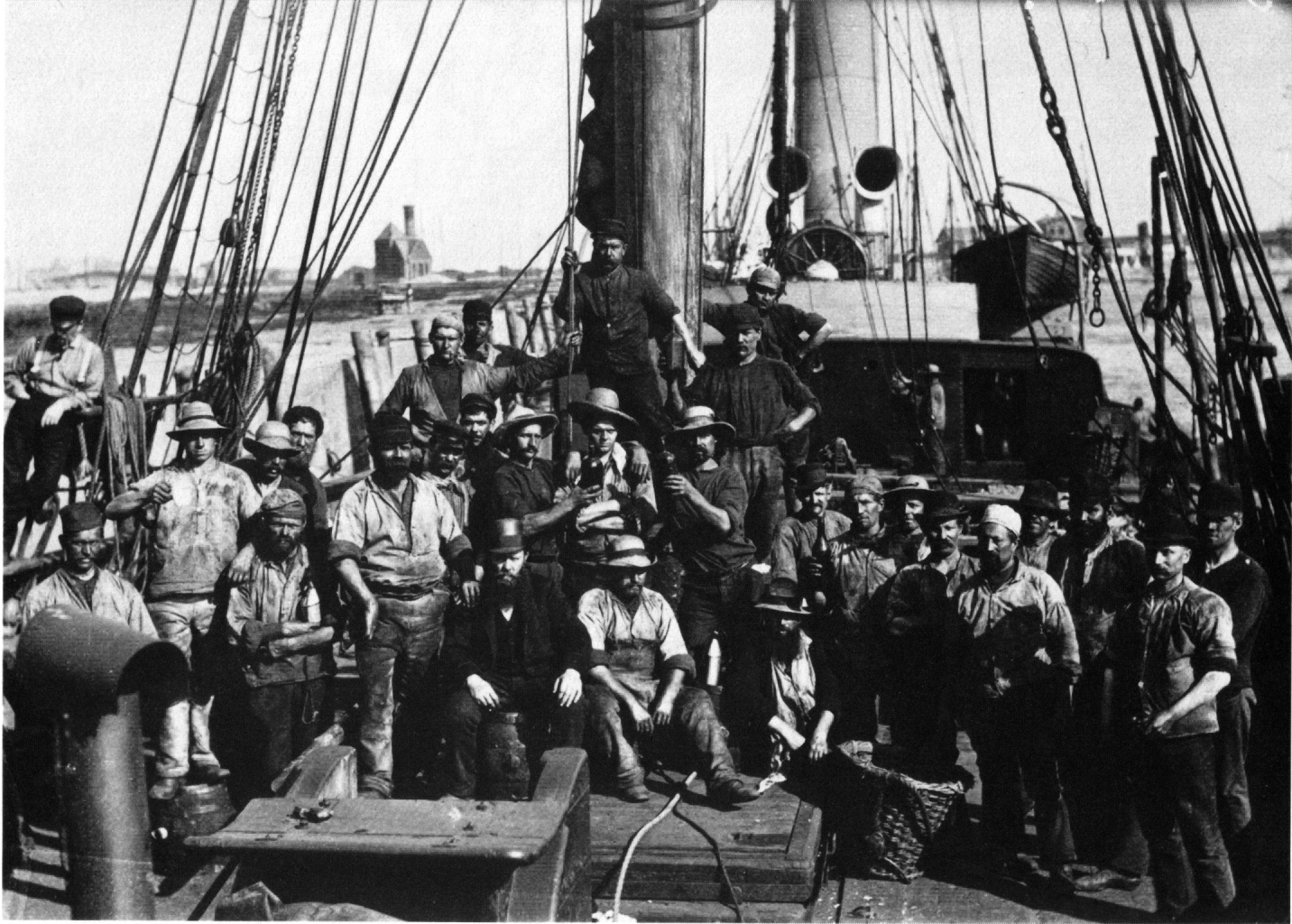
Dockers avec leur chef d'équipe (assis sur le tonneau). La photo présente des « dockers noirs », c'est-à-dire ceux qui travaillent sur les navires charbonniers. Le groupe comporte six à douze hommes encadrés par un chef d'équipe, qui joue à la fois le rôle de contremaître, et de bras séculier du baas, le sous-traitant gérant les dockers. Photographie de Johann Hamann, 1899

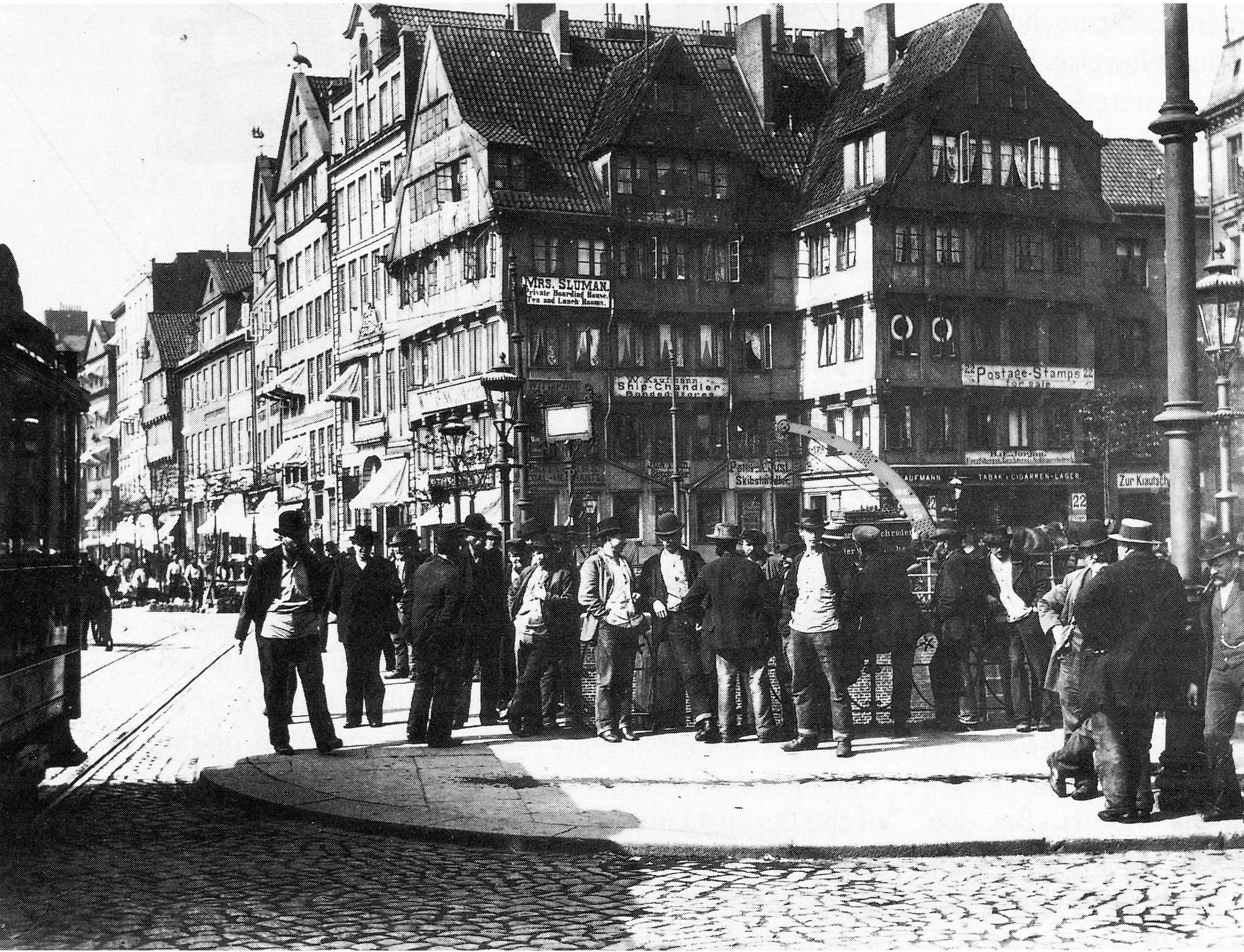
Travailleurs attendant une embauche le long du Baumwall. Les maisons à l'arrière-plan sont des hébergements pour les matelots et des brasseries. Photographie de Johann Hamann, 1899

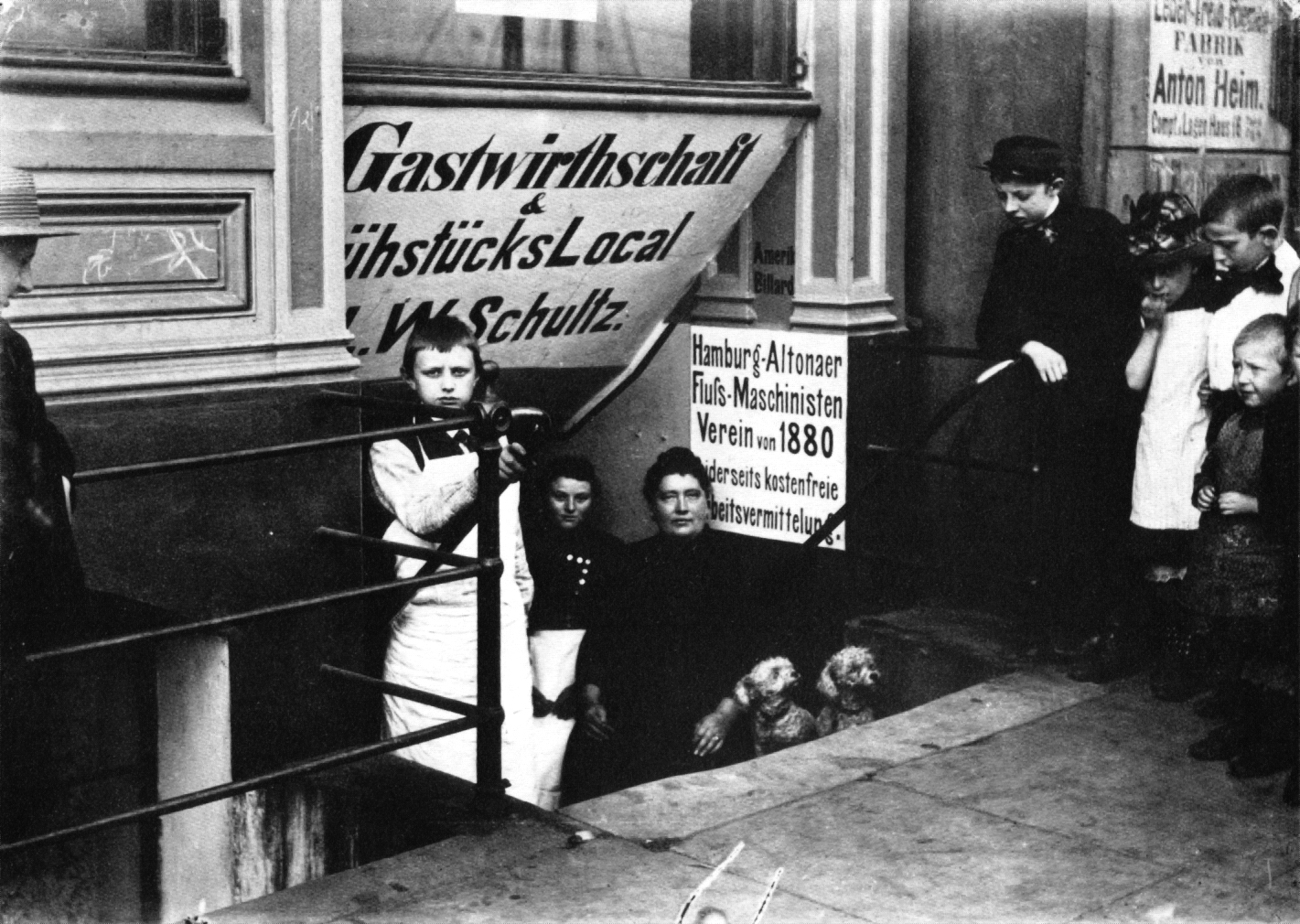
Le Restaurant, petits-déjeuners, de L.W. Schultz, dans la rue proche du port An den Vorsetzen. Cette auberge du port sert, comme beaucoup d'autres, de siège à une agence de placement, ici celle de l’Union des mécaniciens du fleuve Hambourg-Altona de 1880. Photographie de Johann Hamann, 1899

#### Une communauté hétérogène
La communauté des travailleurs portuaires est hétérogène. Au moins une quinzaine de groupes se sont formés autour des diverses activités. Après le plus grand groupe, celui des dockers, vient celui des patrons de Schute, dont le rôle est de transporter sur l'eau les marchandises entre le quai et les navires.
Bien que l'importance des Schute ait diminué depuis les années 1860, les navires ne chargeant et déchargeant non plus au mouillage, mais amarrés aux nouveaux quais, la profession reste la filière principale de la navigation portuaire. Même à quai, les navires peuvent aussi être chargés ou déchargés par Schute par le bord opposé au quai, afin d'accélérer des opérations qui représentent un temps mort pour l'armateur.
Une autre profession importante est celle des manutentionnaires à quai, qui ont la responsabilité du transfert des marchandises entre le quai et les entrepôts, ou directement vers les véhicules de transport et wagons de chemin de fer pour un départ immédiat. Les travailleurs des entrepôts, quant à eux, trient les marchandises et préparent les chargements des navires.
De nombreux autres métiers sont exercés au sein du port : charbonniers, céréaliers, nettoyeurs de chaudières ou de coques, peintres, mécaniciens, etc. On peut également y ajouter environ 13 000 marins de tous grades et de toutes spécialités, qui résident à Hambourg.

#### Des points communs malgré tout

##### Des conditions de travail difficiles
Malgré toutes ces différences, on note une série de points communs entre tous ces métiers. Les travailleurs ont souvent à manipuler de lourdes charges, dans des conditions insalubres et avec des risques d'accident. Le travail est assigné à toute heure du jour et de la nuit, et en toutes saisons. C'est pourquoi de nombreux travailleurs habitent dans le Gängeviertel, ou « quartier des passages », un quartier résidentiel très dense situé à proximité du port. La grande majorité d'entre eux est non qualifiée, et possède des conditions de travail précaires. Les patrons de Schute et les mécaniciens, dont l'activité nécessite de longues années d'apprentissage, représentent une exception.
Une autre caractéristique du travail portuaire est la grande brièveté des durées d'emploi, avec des changements abrupts entre des périodes de chômage et des périodes de travail sans interruption pouvant aller jusqu'à 72 heures,. Seuls les ouvriers qualifiés et les manutentionnaires d'État des quais échappent à cette précarité.

##### Un recrutement qui échappe aux autorités
Un problème supplémentaire est l'absence de toute médiation ou contrôle régulier de la part des autorités. Le recrutement des travailleurs a le plus souvent lieu dans les bars du port, qui seront jusqu'au XXe siècle de « véritables centres de recrutement ». La probabilité de trouver du travail dépend ainsi de la consommation et des relations personnelles avec les aubergistes et agents. Ces formes de recrutement prospèrent dans un marché du travail caractérisé par un important niveau de chômage. Les armateurs et commerçants ne choisissent plus eux-mêmes le personnel dont ils ont besoin au port, mais confient cette tâche à des sous-traitants appelés baas, et à leurs chefs d'équipe, les vize. À côté de cela, certaines unions d'entrepreneurs de Hambourg décident d'instaurer de leur propre initiative des certificats de travail. Ils espèrent ainsi débarrasser complètement le marché du travail des travailleurs jugés indésirables. Ce système de certificats contrôlé par les employeurs, appelé « système de Hambourg », s'étendra à toute l'Allemagne.

##### Des syndicats peu organisés
La classe des travailleurs portuaires est également marquée par son faible niveau d'organisation syndicale, du avant tout au manque de formation professionnelle adaptée et à la grande précarité du secteur. Cette précarité entraine en revanche une grande propension à la grève. En effet, travailleurs à la journée, ils ne risquent pas, pour une grève de quelques jours, de perdre un emploi stable ou un revenu régulier qu'ils n'ont pas, à la différence des travailleurs bénéficiant de contrats de travail de longue durée. Le faible niveau de syndicalisation contribue aussi à cette propension, car les syndicats considèrent la grève comme ultima ratio, nécessitant pour eux un processus de décision interne long et compliqué.

### La baisse du niveau de vie
Au port de Hambourg, la plupart des accords salariaux ont été conclus dans les années 1880. Depuis, les augmentations de salaire ont été rares, les baisses fréquentes. Le rythme de travail s'est intensifié et le coût de la vie s'est accru. L'entrée de Hambourg dans l'union douanière en 1888 conduit à une série de hausses parfois massives des prix. Le port franc créé la même année provoque la démolition d'habitations situées près du port, les terrains étant destinés à des entreprises industrielles et commerciales. Près de 24 000 personnes perdent ainsi leur logement. Les loyers des habitations restantes explosent. Un grand nombre de travailleurs portuaires sont contraints de se loger dans des quartiers éloignés, comme Eimsbüttel, Winterhude, Barmbek, Hamm ou Billwerder. Mais le prix des loyers augmente partout et les temps de transport jusqu'au port s'allongent.

## Déroulement de la grève

### Prologue
Ce n'est qu'au printemps 1896 que la perspective d'une amélioration des revenus survient, en raison d'une amélioration significative de la conjoncture. Le chômage diminue de manière sensible, le nombre d'adhérents aux syndicats augmente, la quantité de fret double et les observateurs contemporains parlent en août d'un véritable boom des céréales, qui attire de nombreux navires dans le port. Les bilans des armateurs présentent de substantiels bénéfices. En septembre et en octobre, les dockers payés à la pièce réagissent à l'amélioration des conditions économiques générales par deux courtes grèves, qui se terminent par un succès pour eux. Les grèves sont organisées par l'Union des dockers de 1892, syndicat local présidé par Johann Döring. D'autres groupes de travailleurs portuaires mènent également avec succès des grèves salariales, comme les charbonniers, les céréaliers, les manutentionnaires de quai et une partie des nettoyeurs de navires.
Cette situation tendue est aggravée par l'arrestation et l'expulsion du chef des dockers anglais Tom Mann, connu même en Allemagne. Il voulait, à la mi-septembre 1896, militer à Hambourg et à Altona pour l'organisation des travailleurs portuaires en syndicats. Même chez les travailleurs non syndiqués, cette mesure prise par les autorités est ressentie comme une restriction inadmissible et blessante de la liberté d'association. L'expulsion produit un résultat inverse à celui escompté : les réunions prenant pour thème le traitement infligé à Mann font salle pleine, et on y discute bientôt des conditions de paiement et de travail. Certains orateurs en profitent pour inviter les travailleurs à effacer la défaite du 1er mai 1890,.

### La montée en puissance des grévistes
L'Union des travailleurs portuaires, centraliste, adopte une attitude réservée à l'égard des mouvements de grève : ses dirigeants estiment que le niveau de syndicalisation est trop faible pour pouvoir mener des grèves avec succès. En outre, ils craignent l'arrivée d'une armée de briseurs de grève, en raison du débauchage saisonnier des travailleurs de l'agriculture et du bâtiment.
Le 12 novembre 1896, une assemblée de membres de l'Union refuse de soutenir les dockers chargés des marchandises de détail, qui souhaitaient faire la grève. Mais quatre jours plus tard, la situation se retourne. Lors d'une seconde assemblée, et contre l'avis de tous les responsables syndicaux, la majorité des membres présents vote son soutien aux dockers. Le 20 novembre, est décidée à une large majorité la grande grève, que l'on retiendra sous le nom de « grève des dockers de Hambourg ». Même les membres de l'union des travailleurs portuaires décident de cesser le travail à partir du lendemain. Les entrepreneurs avaient pourtant déjà donné leur accord en vue d'une augmentation générale des salaires. Cependant, ils souhaitaient dans le même temps diminuer les primes pour manutention de marchandises insalubres. À ce moment-là, personne ne s'attend à ce que la grève dégénère en une lutte sociale s'étalant sur de nombreuses semaines. La durée envisagée n'est que d'une à deux semaines.
Le 21 novembre 1896, presque tous les dockers ont cessé le travail. Les autres groupes de travailleurs portuaires commencent aussi à se mettre en grève à partir des jours suivants, et présentent des demandes qui sont fermement rejetées par les entrepreneurs. Elles diffèrent selon les métiers, et on peut globalement les classer en trois groupes, selon qu'elles se portent sur le salaire de base, les primes ou le temps de travail. À cela s'ajoute parfois une demande de négociation des conditions de travail par accord collectif ; les syndicats n'ont encore en effet jusqu'ici jamais été perçus par les entrepreneurs comme des partenaires avec lesquels ces derniers devraient négocier.
Les réponses négatives des entrepreneurs accélèrent la vague de grèves. Fin novembre, on compte plus de 8 700 grévistes. Le 4 décembre, ils sont près de 12 000. Le 9 décembre, leur nombre s'élève à 14 500, et le 21 à plus de 16 400,,. On trouvera le détail par métiers dans Legien 1897, p. 48 ; Rilke 1979, p. 58 ; Schneider 1990, p. 34.

### L'organisation de la grève

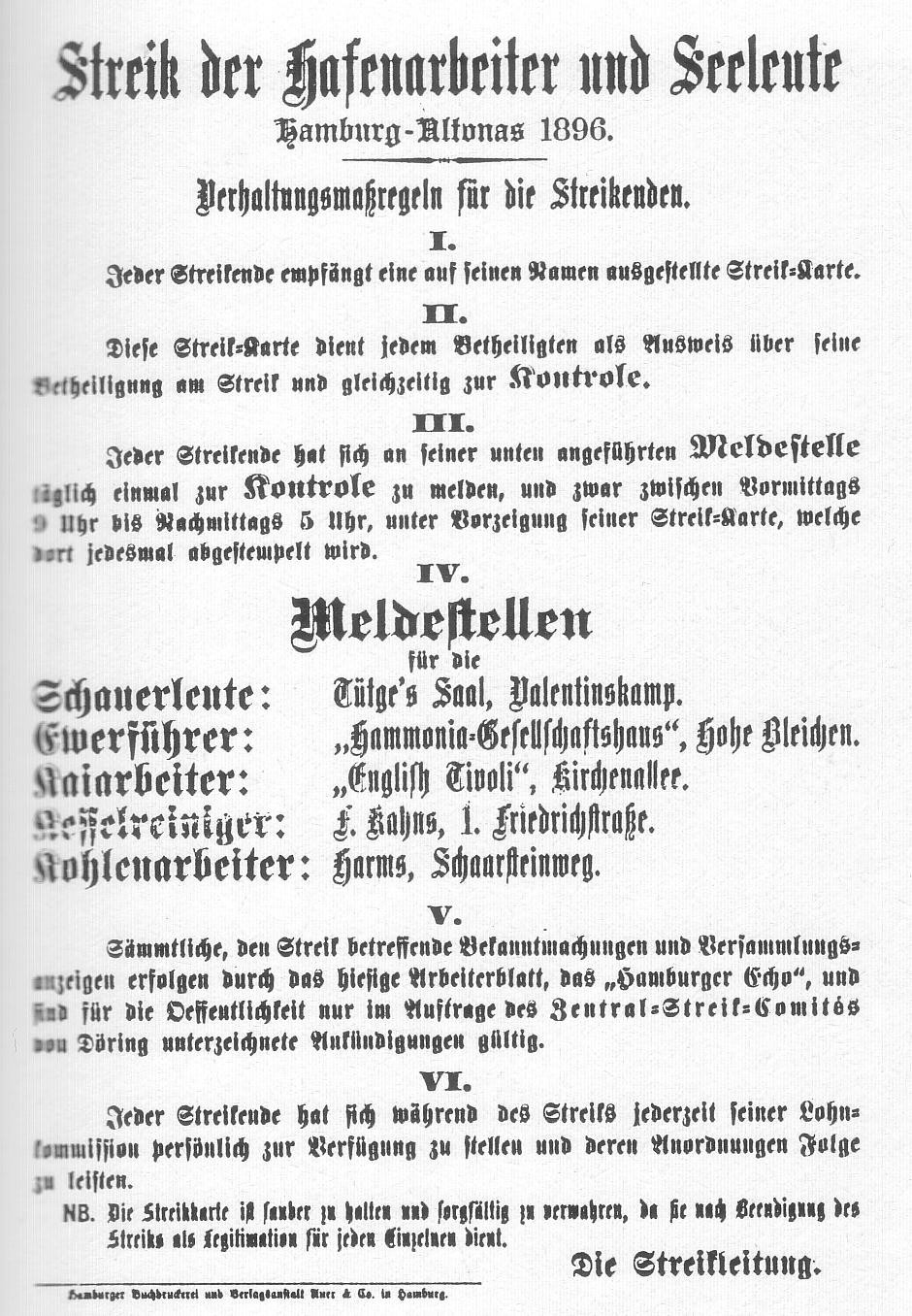
Tract de novembre 1896, avec la conduite à tenir et la signification des cartes de gréviste

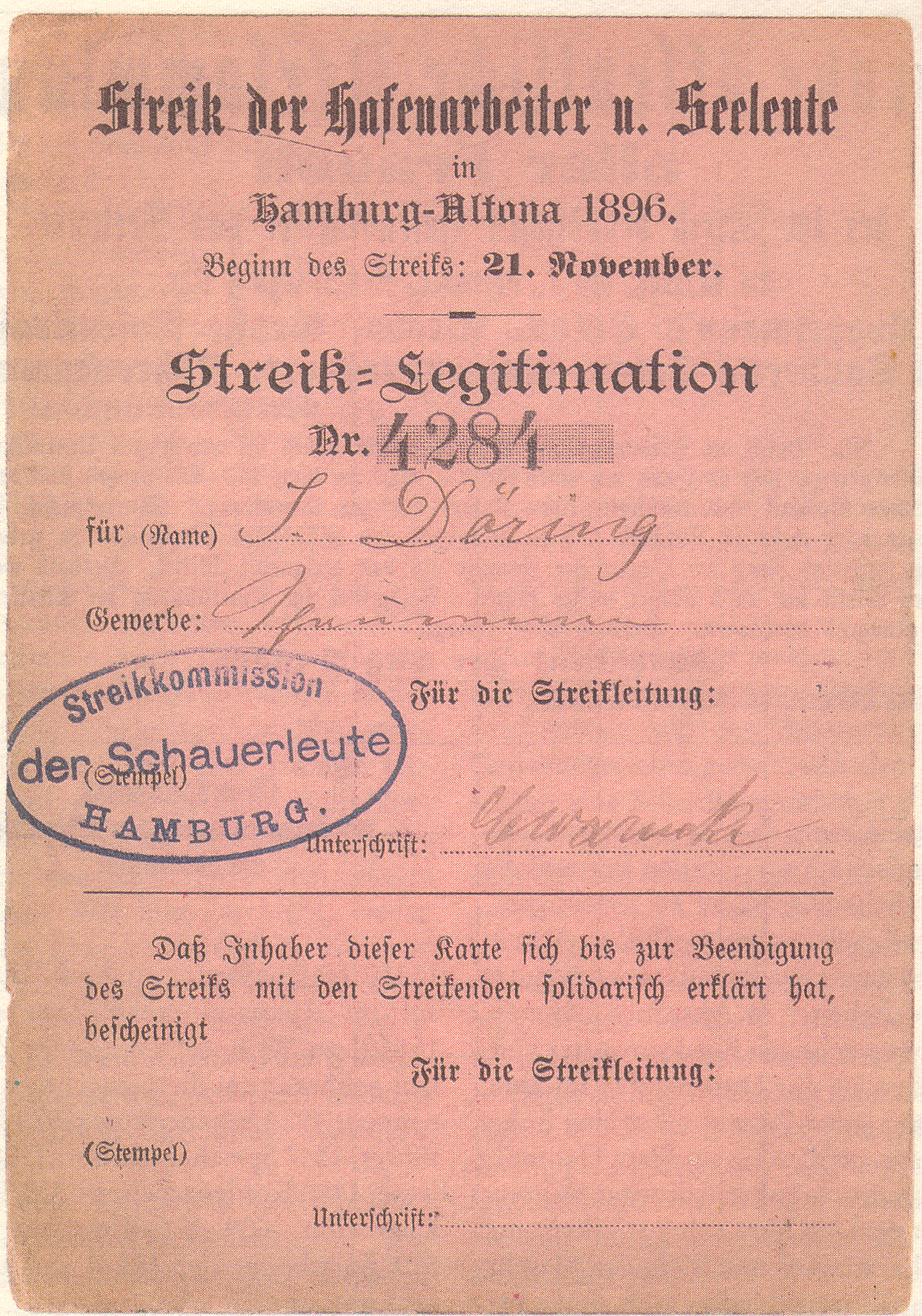
Carte de gréviste de J. Döring

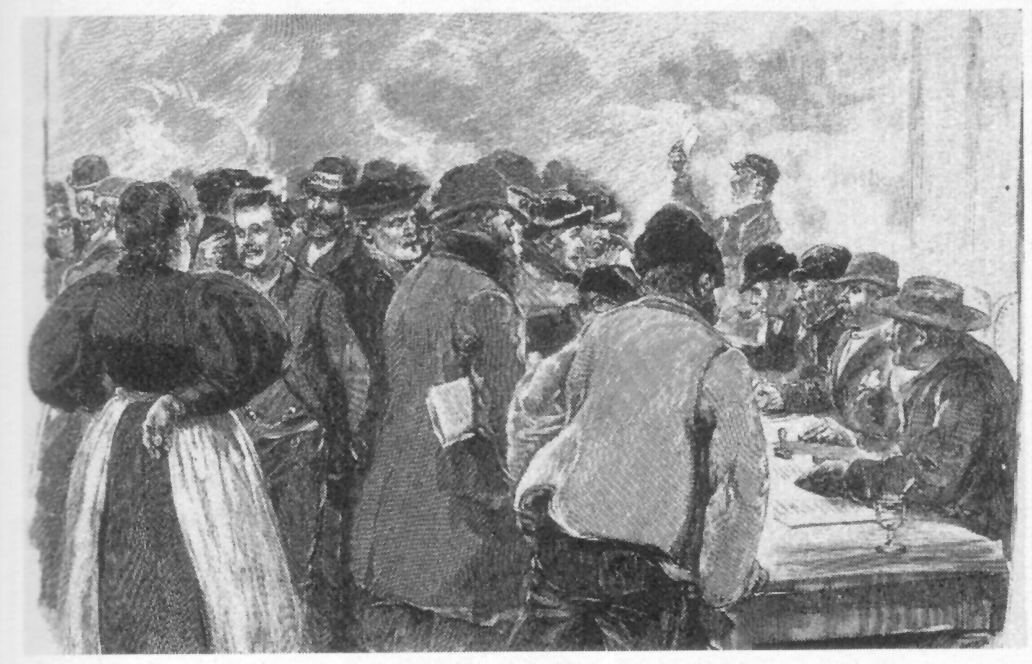
Tamponnage des cartes de grévistes, gravure sur bois d'Emil Limmer

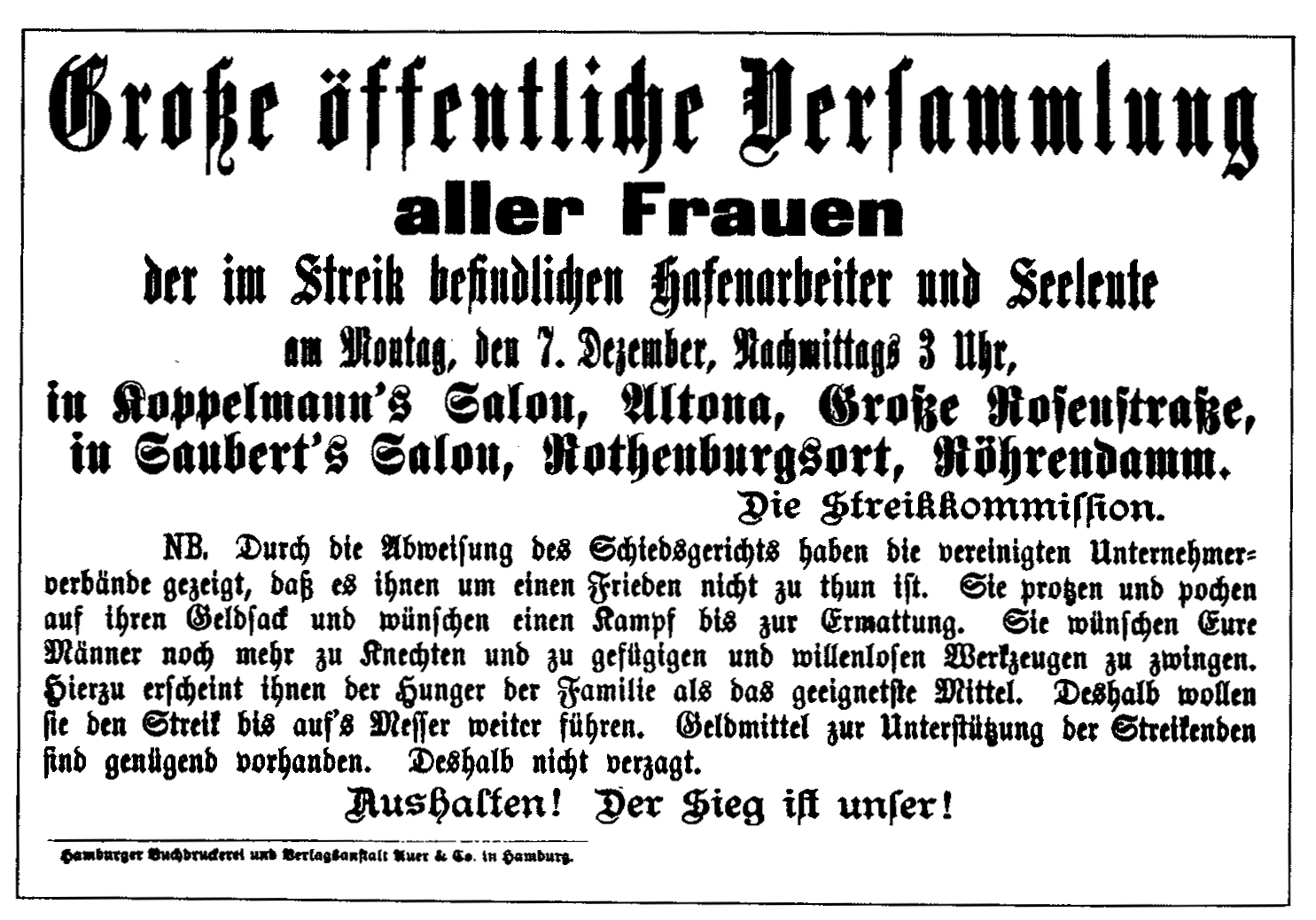
Les femmes des travailleurs du port sont invitées à des réunions particulières. Ici, un tract d'invitation de début décembre 1896 pour des réunions à Altona et à Rothenburgsort.

#### La direction
Les différents groupes de métiers ont élu des comités de grève, réunis en un comité central d'environ 70 personnes. À la tête de ce comité central se tient un bureau de cinq membres, dont le président, Johan Döring,,, dirige également un syndicat local. Au début, les représentants du cartel syndical (de) de Hambourg, l'organisation fédérant les syndicats locaux, ne sont pas partie prenante, et encore moins ceux du SPD. Cependant, ils se joignent au mouvement lorsque les premières tentatives d'apaisement sont entreprises. Parmi ces leaders importants des travailleurs, on compte Carl Legien, Hermann Molkenbuhr, Karl Frohme et Adolph von Elm (de).

#### Une exécution complète
Chaque gréviste reçoit une carte de gréviste, qui doit être visée tous les jours. Des piquets de grève sont répartis à travers le port, afin de veiller à une exécution complète de la grève. De plus, des barcasses sont louées pour pouvoir effectuer des patrouilles.

#### Le financement
L'établissement de fonds de soutien est un élément déterminant pour l'intensité de la grève. Les moyens financiers de l'union des travailleurs portuaires, et encore moins ceux de l'union locale des dockers, ne sont pas suffisants pour soutenir la grève sur une longue période. Mais le cartel des syndicats, qui n'a pas lui-même appelé à la grève, et plaide ensuite constamment pour un apaisement du conflit, reconnaît le mouvement le 27 novembre. Il demande donc aux autres syndicats des soutiens financiers. La collecte ne se limite pas à la ville et s'étend à tout l'Empire. Le soutien aux grévistes atteint ainsi un niveau jamais atteint précédemment en Allemagne.
Certaines contributions proviennent même de l'étranger, en quantité limitée toutefois, car de nombreux syndicats de travailleurs portuaires étrangers ne sont pas particulièrement réjouis par la grève de Hambourg. Ils craignent en effet que le développement du mouvement international des travailleurs portuaires n'en pâtisse.
Ces appels ne trouvent pas écho uniquement auprès des travailleurs portuaires. Beaucoup de petits commerçants soutiennent la grève, car les travailleurs portuaires constituent une bonne part de leur clientèle. Il en va de même pour les colporteurs qui vendent des marchandises à travers le port sur leurs barcasses. Ils déclarent leur soutien aux grévistes dès le 25 novembre.
Les soutiens financiers permettent de distribuer dès le 2 décembre des indemnités s'élevant à 8 marks par semaine et par gréviste, avec un supplément de 1 mark pour le conjoint et chaque enfant. Le montant des indemnités augmente même deux fois au cours de la grève. Il est important que celui-ci dépasse l'aide apportée par l'hospice public pour les pauvres. Néanmoins, cette indemnité n'est pas faramineuse, comme on peut le voir par comparaison avec le salaire journalier, qui va de 2 marks pour les nettoyeurs de chaudières à 4,20 marks pour les dockers.

#### Les réunions pour les femmes
L'organisation de cette grève apporte également un autre élément nouveau : des réunions destinées spécifiquement aux épouses des grévistes. Ces discours visent à empêcher la formation de conflits au sein des familles et ainsi un écroulement du mouvement de grève. C'est une tactique relativement nouvelle qui sera jugée positive par les organisateurs de la grève. Luise Zietz, qui intervient elle-même dans ces réunions, les vantera lors des journées du parti SPD d'octobre 1897.

### La réaction des entrepreneurs

#### L'union locale aux commandes
La réponse des entrepreneurs n'est, pour l'essentiel, pas décidée par les employeurs directement concernés, à savoir les baas et les armateurs. Elle est plutôt façonnée par la politique de l'union des employeurs locale, l'Union des employeurs de Hambourg-Altona, fondée quatre ans plus tôt. Les acteurs-clés de cette union spéculent sur un effondrement rapide de la grève, car ils connaissent très bien la faiblesse financière des syndicats de ces professions. C'est la raison pour laquelle ils rejettent fermement les demandes des grévistes. Même lorsque les armateurs, durement touchés financièrement, appellent à un assouplissement de cette politique, ils ne réussissent pas à s'imposer. Aux yeux des jusqu'au-boutistes, une concession signifierait aussi une reconnaissance des syndicats comme partenaires de négociation, un pas qu'ils ne sont pas prêt à franchir.

#### L'arrivée des briseurs de grève
Pour maintenir dans l'urgence l'activité du port et pour saper le pouvoir de lutte des grévistes, les entrepreneurs recrutent des briseurs de grève en Allemagne et à l'étranger. Le 7 décembre 1896, près de 2 000 briseurs travaillent dans le port. Mais les entrepreneurs n'atteignent leur but que partiellement : les piquets de grève persuadent certains briseurs d'abandonner leur emploi. La productivité de ces remplaçants est en outre bien plus faible, car ils connaissent à peine les tâches du travail portuaire. Albert Ballin, directeur de la Compagnie transatlantique Hambourg-Amérique (HAPAG), considère que seule la moitié de ces forces d'appoint embauchées par sa compagnie est utilisable. Sur les quais et dans les entrepôts règne un état de chaos. Le nombre de bateaux attendant d'être chargés ou déchargés croît sans cesse. Les conséquences pour les autres branches de l'économie sont substantielles, car ces dernières manquent désormais de matières premières et de pièces détachées, qui s'amoncellent sur les navires, sur les quais et dans les entrepôts. Des réclamations pour retard de livraison arrivent de toute part.

### La solidarité à l'égard des entrepreneurs

#### De la part de l'Empire
L'Empereur Guillaume II est le plus éminent avocat d'une politique implacable à l'égard des grévistes. Le 27 novembre 1896, il rend visite à Alfred von Waldersee, commandant du 9e corps d'armée basé à Altona, tout près de Hambourg. L'Empereur souhaite une « intervention énergique », et rassure son général avant de partir : « Attaquez avec discipline, sans demander confirmation. » Quelques jours plus tard, il donne au ministre prussien de la justice Karl Heinrich von Schönstedt l'instruction d'engager des poursuites contre les députés sociaux-démocrates ayant organisé des manifestations de solidarité envers les grévistes de Hambourg dans les villes portuaires. Il donne l'ordre à son ministre de la guerre Heinrich von Gossler, nommé en août 1896, de se tenir prêt pour l'instauration de la loi martiale.
Le gouvernement de l'Empire s'exprime dans le même sens. Karl Heinrich von Boetticher, secrétaire d'État au ministère impérial de l'Intérieur, affirme début décembre 1896 devant le Reichstag que la grève des travailleurs du port est infondée. Il appuie son argumentation sur des grilles de salaires fournies par les employeurs.

#### De la part des industriels
Carl Ferdinand von Stumm-Halberg, grand patron de l'industrie minière et métallurgique de la Sarre, et politicien conservateur libre, milite au Reichstag les travailleurs grévistes. Il considère que cette grève est l'œuvre du SPD et des syndicats anglais, et qualifie les idées de solution par la négociation d'« absurdités ».
L’Union des industriels allemands de la métallurgie, organisation représentative majeure de l'industrie lourde du Rhin et de la Ruhr, fait quant à elle l'éloge du service rendu par les employeurs de Hambourg à la patrie, car « tout succès même apparent des travailleurs ferait augmenter de façon menaçante » le danger des tendances internationalistes de leurs organisations.

### Les efforts d'apaisement

#### Le Sénat initialement en retrait
Le Sénat de Hambourg (de) se comporte d'abord passivement. Jusqu'à la fin novembre 1896, il ne s'occupe pas officiellement de la grève. Mais dès le 26 novembre, la police occupe les terrains du port et les quais. Des postes de police sont aussi établis devant les agences de recrutement : l'agitation doit cesser sur ordre des autorités. Dans le même temps 1 000 Italiens prêts à travailler comme briseurs se voient refuser l'accès au port. Les autorités refusent une intervention des unités de la marine, demandée par les armateurs. En somme, pendant cette phase de la grève, la ligne de conduite du gouvernement local consiste à éviter toute aggravation de la situation.

#### L'initiative des personnalités
L'initiative en faveur d'un accord ne vient pas du Sénat, mais de plusieurs personnalités. Le sénateur Gerhard Hachmann (de), responsable de la police, Siegmund Hinrichsen (de), président du Parlement de Hambourg, et le Dr Noack, président du tribunal commercial de Hambourg, mettent en place une tentative de compromis le 29 novembre : créer un tribunal d'arbitrage. Ce tribunal, dont ils feront eux-mêmes partie, devra également inclure un représentant des employeurs et quatre représentants des travailleurs,.  Chaque partie devra accepter à l'avance toute décision soutenue par au moins 6 membres du tribunal. Les travailleurs acceptent le dispositif, mais pas les entrepreneurs, qui considèrent que c'est envoyer un mauvais signal que de placer les représentants des travailleurs sur un pied d'égalité avec les représentants des citoyens. Un tribunal d'arbitrage signifierait en outre que les demandes des grévistes sont justifiées, même s'il faudrait encore ensuite négocier plus en détail le niveau des salaires et les conditions de travail. Le camp des entrepreneurs continue d'estimer que le temps jouera contre les grévistes. Ils espèrent ce que les grévistes craignent : que leurs indemnités se tarissent peu à peu, que les briseurs de grève s'habituent à leur travail, et que la demande d'emploi augmente sensiblement avec la saison froide. Les entrepreneurs déclarent publiquement qu'ils ne considèrent pas ce conflit comme un conflit d'intérêts économiques, mais comme une « lutte de pouvoir ». Ils veulent obtenir une victoire éclatante, et non pas se contenter d'un succès partiel.

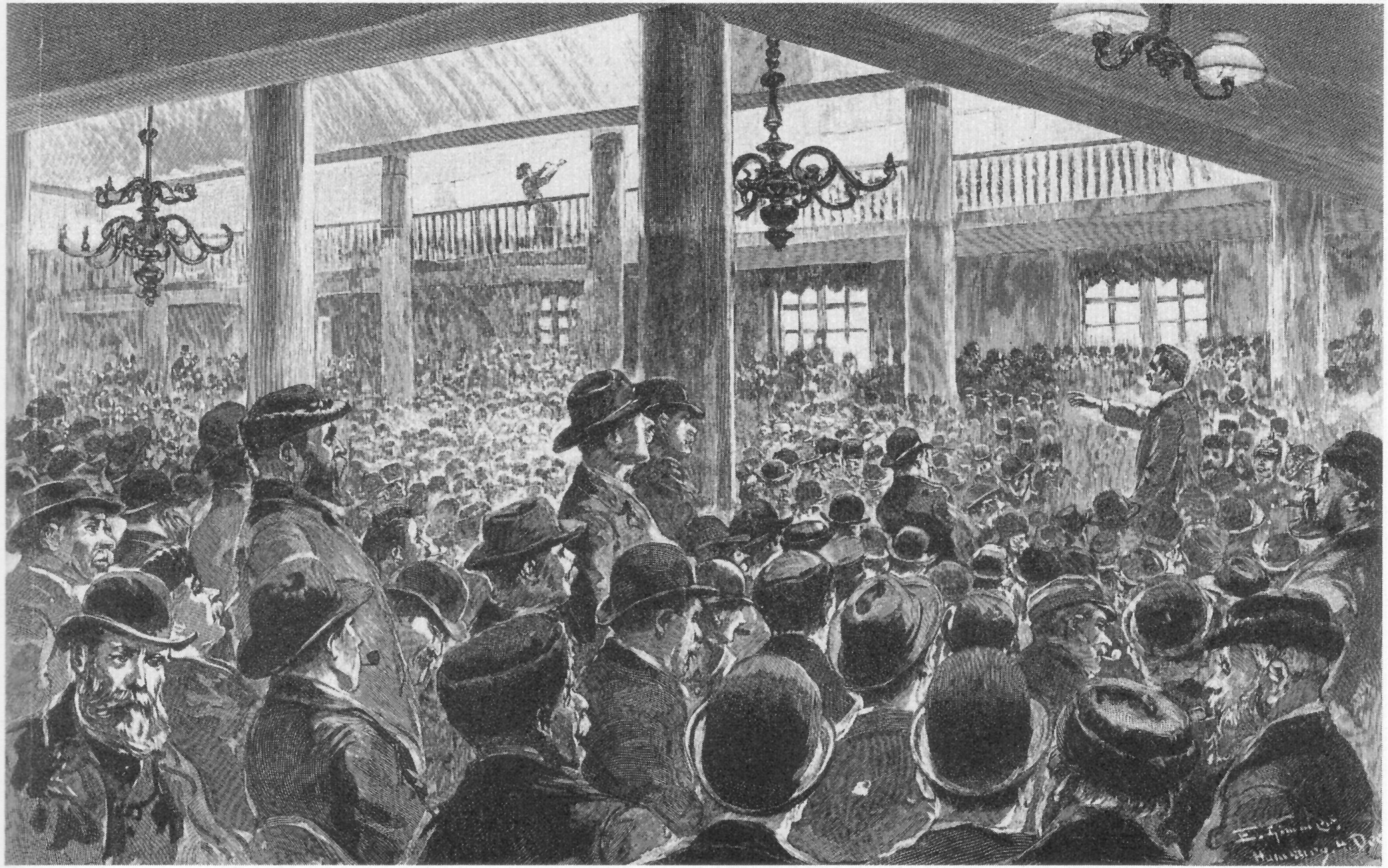
4 décembre 1896 : réunion des manutentionnaires d'État dans la salle English Tivoli à. Gravure sur bois d'Emil Limmer, publiée dans le journal Hamburger Illustrierte Zeitung en 1896.

#### L'intervention du Sénat
Cette prise de position de la part des entrepreneurs irrite les grévistes et diminue leur disposition à faire des compromis. La direction des grévistes lance un appel à la grève générale à travers le port. Les fronts qui se durcissent, la durée de la grève, les problèmes du port impossibles à évaluer et les conséquences financières de la grève amènent le Sénat à intervenir. Le 4 décembre, il charge une commission de 4 membres (Hachmann, William Henry O’Swald (de), Johann Heinrich Burchard (de) et l'entrepreneur Alexander Kähler (de)) de préparer une proposition de solution. Cette initiative suscite un certain intérêt de la part des leaders de la grève. Il y est proposé que le droit d'association des travailleurs soit reconnu dans le cadre d'une recherche de compromis.
Les entrepreneurs restent cependant sur leur position de refus. Le directeur de chantiers navals Hermann Blohm (de), un des porte-paroles des entrepreneurs, annonce clairement que la grève doit être vue comme une lutte entre l'entreprise, soutien de l'État, et la social-démocratie. Il faudrait asséner un coup mortel à ce parti, et c'est dans ce sens que l'aide du Sénat est attendue. Blohm souhaite une déclaration du Sénat exprimant sa désapprobation face aux agissements des grévistes.
Le Sénat ne répond pas à cette sollicitation, mais envisage la possibilité d'une déclaration sénatoriale appelant à la reprise du travail et à des négociations. L'idée du Sénat est de lancer, après la reprise du travail, une enquête sénatoriale sur les plaintes et les demandes des grévistes. Les employeurs seraient appelés à réembaucher tous les grévistes, et donc à licencier les briseurs de grève venus de l'extérieur. Mais les leaders de la grève ne sont pas plus d'accord avec cette idée que les entrepreneurs. Ils soulignent qu'un tel appel ne garantirait nullement la réembauche des grévistes et l'absence de mesures de rétorsion à leur égard de la part des entrepreneurs. Appeler à la reprise du travail sur une base si incertaine serait vain.
Les entrepreneurs, quant à eux, refusent à nouveau l'idée de négociations directes avec les syndicats. Cependant, ils restent indécis sur la réembauche des travailleurs grévistes. L'enquête recommandée par le Sénat est le seul point envisageable, si celle-ci prend également en compte leurs propres intérêts. Mais ils exigent que le Sénat réprouve publiquement les mesures de lutte prises par les travailleurs. Le Sénat décline la requête des entrepreneurs le 9 décembre par une majorité de 10 voix contre 7.

### Le prolongement de la grève

#### Premier durcissement des mesures policières
La grève dure. Les autorités penchent cependant de plus en plus du côté des employeurs. Elles interdisent aux grévistes l'accès à la zone portuaire. Lorsque les grévistes se regroupent ou se rapprochent des non-grévistes, ils sont dispersés par la police. Le 14 décembre, le Sénat interdit les réunions de grévistes dans les maisons. Mais les syndicats contournent cette mesure en laissant entendre que les donateurs demandent aux collecteurs de passer régulièrement chez eux pour récupérer les dons. Chez les travailleurs, le mécontentement et l'extrémisme croissent. Ils vont parfois jusqu'à réaliser des actes de sabotage. De plus en plus, Schute, barcasses et autres embarcations chargées sont retrouvées à la dérive dans les bassins du port et le long de l'Elbe. Des grévistes sont également soupçonnés d'avoir coulé un bateau à vapeur qui devait procurer aux briseurs de grève un logement de fortune. Et un café appartenant à un Baas de dockers est ravagé.

#### L'arrivée de l'hiver
L'arrivée du gel joue contre les grévistes, car le chômage qu'il accentue conduit à une baisse des indemnités pour les travailleurs portuaires. Matelots, mécaniciens et autres travailleurs du transport fluvial au chômage font concurrence aux grévistes. En outre, le nombre de bateaux entrant au port décroît.

#### La direction de la grève prête à céder
À cause de cette situation, les leaders de la grève se tournent le 16 décembre vers le Sénat et demandent une médiation. Les entrepreneurs contrent en excluant toute solution par arbitrage, qui serait une victoire pour les grévistes. Ils exigent un arrêt immédiat de la grève, alors qu'ils ne refusaient auparavant que la discussion. Le Sénat bascule du côté des entrepreneurs. Le 18 décembre, il demande officiellement l'arrêt immédiat de la grève, en ajoutant qu'une enquête sera ensuite immédiatement menée sur les conditions du travail portuaire. Il ne fait aucune promesse aux travailleurs.
Malgré cela, la direction de la grève décide de recommander l'arrêt du mouvement. Elle prévoit un effritement de la volonté des grévistes. En outre, elle craint de devoir contracter un emprunt pour pouvoir continuer à financer la grève, ce qui affaiblirait considérablement sa capacité à entreprendre des grèves à l'avenir. Elle s'attend aussi à une action de la police pour mettre fin à la grève, ce qui aboutirait à une lourde défaite pour le mouvement ouvrier, qui se retrouverait paralysé pendant plusieurs années.

#### Les grévistes refusent d'abandonner
La direction de la grève ne peut néanmoins pas imposer cet avis aux assemblées de grévistes. Le 19 décembre, seule une minorité de 3 671 travailleurs vote pour la fin de la grève, la plupart étant des manutentionnaires et des patrons de Schute craignant pour leur emploi permanent. Une majorité de 7 262 travailleurs considère cette proposition comme une capitulation et vote donc contre. Elle ne s'attend ni à une à absence de représailles, ni à des résultats substantiels de la commission d'enquête sénatoriale sur les conditions de travail.

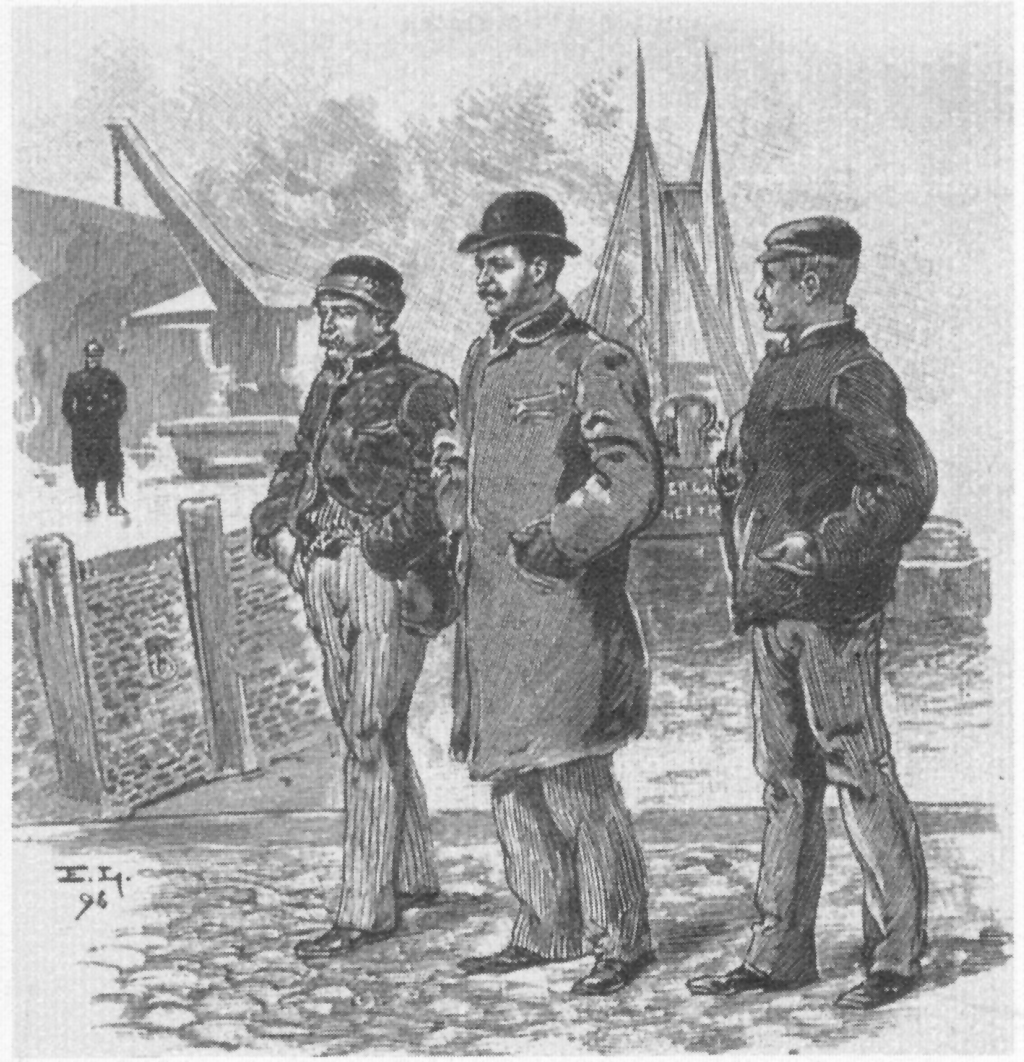
Piquet de grève au port. Gravure sur bois d'Emil Limmer.

La grève se poursuit donc pendant les fêtes de Noël et du Nouvel an, tout comme les tentatives pour la contourner via l'embauche de briseurs de grève. Ces derniers peuvent accéder à leurs postes de travail car les grévistes n'ont pas réussi à faire participer tous les mécaniciens à la grève. En effet, cette profession s'est depuis des années largement éloignée du mouvement syndical social-démocrate. Beaucoup d'entre eux, travaillant tous les jours loin des autres métiers, dans la pénombre des salles des machines, se considèrent plutôt comme des officiers et des hommes de confiance des entrepreneurs. Les mécaniciens restants parviennent à maintenir la circulation des marchandises dans la zone portuaire.

#### Second durcissement des mesures policières
Les autorités accentuent leurs représailles contre les grévistes. Le nombre d'arrestations, de plaintes et de sanctions contre les grévistes augmente brutalement. Le fonds d'indemnisation des grévistes est saisi. Mi-janvier, les autorités décrètent sur tout le territoire du port l'état de siège restreint (de), afin que les grévistes ne puissent plus y pénétrer.

#### Changement de tactique chez les entrepreneurs
Comme, au milieu du mois de janvier 1897, les travailleurs portuaires ne sont toujours pas prêts à reprendre le travail, malgré déjà plus de sept semaines de grève, une opposition à la ligne dure voit le jour dans le camp des entrepreneurs. En particulier, les armateurs et les exportateurs sont favorables à un changement de tactique.
Ils craignent qu'un brusque changement de temps attendu dans les prochains jours conduise à une augmentation notable des chargements et déchargements de bateaux nouvellement arrivés. Une telle situation ferait pencher la balance au profit des grévistes. Il serait peu probable que la grève cesse après l'arrivée du dégel, et les pertes financières menacent de gonfler sans limite. L'union des employeurs de Hambourg-Altona propose donc au Sénat – pas aux grévistes – de nommer un inspecteur du port officiel. Il aurait à l'avenir à surveiller les relations entre employeurs et travailleurs, et à introduire des améliorations si nécessaire. Mais la reprise du travail serait une condition préalable.

#### Reprise des négociations
Le Sénat n'exprime pas d'opinion à ce sujet, contrairement à la direction de la grève. Il leur déplaît certes de ne recevoir à nouveau aucune garantie de réembauche, aucun renoncement aux règlements arbitraires, ni aucune prise en compte de leurs plaintes, mais ils ne veulent pas gaspiller une chance d'accord. Tandis que les négociations directes entre syndicats et entrepreneurs restent taboues aux yeux de ces derniers, les groupes prêts à la conversation se rencontrent le 16 janvier à la Bourse de Hambourg.
La situation préalable à un compromis s'améliore, car les entrepreneurs acceptent des négociations indirectes avec des délégués des grévistes, et la nomination d'un inspecteur du port est une ancienne revendication des syndicats. Les représentants des grévistes insistent pour obtenir l'engagement que leurs demandes, présentées depuis des semaines, soient effectivement suivies d'effet après la fin de la grève.
Pour régler les points de conflit, ils proposent un processus progressif qui nécessitera beaucoup de temps. Malgré des positions contraires sur les conditions, le processus et le contenu des négociations, une fin du conflit à l'amiable semble être à portée grâce à ces contacts directs,.

### La fin de la grève

#### Un soutien inopportun
Une déclaration de solidarité imprévue d'une tierce partie conduit cependant à un nouveau durcissement des fronts, et finalement à l'échec de l'initiative d'accord amorcée le 16 janvier à la Bourse. Des politiciens libéraux et des professeurs de l'enseignement supérieur appellent le peuple allemand à soutenir les travailleurs de Hambourg. Ils voient dans les revendications des entrepreneurs l'intention inacceptable de forcer l'autre camp à une soumission sans conditions.
Parmi les signataires de cet appel se trouvent Friedrich Naumann, Heinrich Herkner (de), Ignaz Jastrow (de), Johannes Lehmann-Hohenberg (de), Moritz von Egidy et Ferdinand Tönnies. Certains citoyens, qui ne sont pas impliqués directement dans le conflit mais soutiennent les réformes sociales, font l'objet de poursuites pénales. Certes, cet appel rapporte quelques milliers de marks en dons, mais il irrite énormément les entrepreneurs, si bien qu'au sein de leur union, les partisans de la ligne dure reprennent le dessus. Ainsi, le 21 janvier, les entrepreneurs refusent le processus d'apaisement du conflit proposé par les représentants des grévistes,. Le directeur de la police Roscher considère l'intervention des professeurs comme une « erreur tactique grossière », parce qu'elle arrive « au plus mauvais moment ». À la vue de ce durcissement du camp des entrepreneurs, la direction de la grève cesse d'exiger la réembauche de tous les grévistes. Mais ce pas vers la conciliation reste sans effet, car les entrepreneurs ne répondent plus aux tentatives de dialogue.

#### Les grévistes vaincus par le froid qui dure
La température affaiblit également considérablement les grévistes alors que le dégel se fait attendre. Le froid persistant produit l'effet auquel la direction de la grève s'attendait : le nombre des navires à prendre en charge reste bas. Le nombre de chômeurs augmente, ce qui diminue les dons : le 21 ou 26 janvier,,, l'indemnité accordée aux grévistes doit être réduite de 3 marks. L'immobilisation du trafic fluvial sur le cours supérieur de l'Elbe permet de mobiliser des travailleurs fluviaux compétents au port de Hambourg. La longueur de la grève améliore notablement la productivité des briseurs de grève, qui se sont depuis familiarisés avec le travail.
Fin janvier 1897, la direction de la grève conseille d'abandonner la lutte sans conditions. 72 % des votants repoussent cette proposition lors d'une consultation générale (de) le 30 janvier. Ce n'est qu'une semaine plus tard, alors que la grève, après onze semaines, atteint ses plus grandes proportions avec 16 960 bénéficiaires de l'indemnité de grève, qu'une majorité de 66 % vote l'arrêt immédiat et sans conditions de la grève,.

#### La fuite des briseurs
Le jour même de l'arrêt de la grève ont encore lieu des bagarres brutales, en particulier à Neustadt (de). Des briseurs de grève tirent au revolver, attirant des milliers de personnes dans le quartier marchand du Schaarmarkt. Ils se livrent à des combats de rue avec la police, qui les disperse par les armes. Le nombre des personnes blessées dans cet incident est estimé à 150. Même les jours suivants, des heurts semblables se produisent à nouveau. Une grande partie des briseurs de grève fuient la ville, impressionnés par cette violence ouverte, ce qui augmente les chances de réembauche des grévistes.

## Résultats et conséquences

### Triomphe et représailles des employeurs
Tandis que les travailleurs doivent digérer une défaite totale, les entrepreneurs triomphent publiquement. Ils se créditent d'avoir porté un sévère coup à la « social-démocratie internationale » et d'avoir résolu à leur avantage la question du « rapport de forces » qui s'était posée. Avec la fermeté qu'ils ont démontrée, ils ont rendu service non seulement à l'économie et au transport maritime de Hambourg, mais aussi à l'ensemble de la vie active allemande. Ils ont su défendre « l'ordre public sur lequel reposent le bonheur et le malheur de tous ».
Les réactions des entrepreneurs ne se limitent pas à ces sorties dans la presse. Les grévistes apprennent ce que beaucoup d'entre eux craignait : parmi eux, rares sont ceux qui sont réembauchés. Beaucoup d'entrepreneurs exigent une déclaration écrite de bonne entente avec les briseurs de grève. Quelques baas récupèrent les cartes de syndicaliste et les déchirent. Beaucoup de travailleurs doivent accepter des salaires inférieurs à ceux qu'ils avaient avant la grève. Même l'État employeur ne connaît pas le pardon. Au début, aucun des manutentionnaires d'État grévistes n'est réembauché. Puis ceux qui sont quand même réembauchés doivent accepter des postes d'auxiliaires moins bien payés. Après la grève, un adversaire avéré de la social-démocratie est nommé directeur des quais.

### Poursuites pénales
Le Ministère public s'occupe des conséquences judiciaires. Plus de 500 grévistes font l'objet de poursuites. Il leur est reproché des menaces, des diffamations, des violences urbaines ou des émeutes. Fin 1897, 126 des accusés sont condamnés à un total de plus de 28 ans de prison. À ceci s'ajoutent 227 amendes.

### Conclusions des libéraux et des conservateurs
Les politiciens libéraux voient dans la grève et son issue un renforcement de la nécessité d'imposer des arbitrages et des bureaux de concilation (de). Ces instruments pourraient éviter l'aggravation des conflits sociaux. Les conservateurs, eux, interprètent ces événements comme les prémices d'une révolution. Devant cette menace, ils sont d'avis de prendre des mesures strictes contre la social-démocratie. Le général Waldersee considère comme inévitable un affrontement violent entre l'État et les forces révolutionnaires, et dans un mémorandum, conseille à l'Empereur de ne pas attendre une menace sérieuse contre l'État, mais d'entreprendre des actions préventives contre la social-démocratie. Il faudrait au moins édicter des lois destinées à rendre plus difficile l'organisation des masses, et à menacer lourdement les meneurs des travailleurs. Guillaume II est d'accord avec ces réflexions, et exige l'anéantissement de la social-démocratie. En 1899, le secrétaire d'État à l'Intérieur présente au Reichstag une proposition de loi faisant appel aux travaux forcés, et destinée à restreindre les possibilités d'action du mouvement ouvrier social-démocrate par des dispositions pénales très lourdes. Mais cette proposition échoue, faute de majorité.

### Organisation des syndicats après la grève

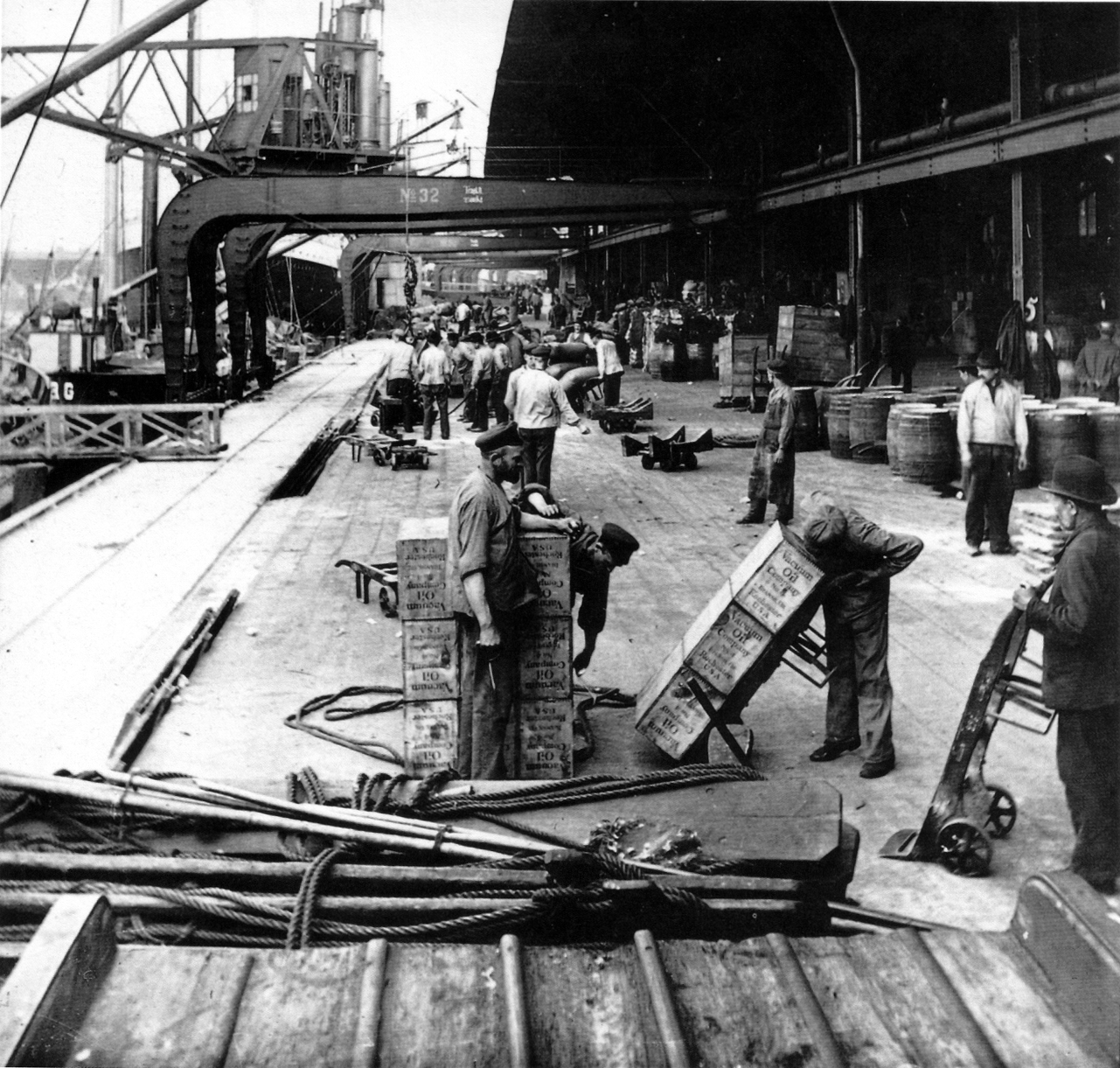
Manutentionnaires sur le port de Hambourg vers 1900. Avant la grande grève, leur degré d'organisation syndicale était élevé, mais il s'effondre après celle-ci. Photo de Johann Hamann, v. 1900

Les leaders de la grève regrettent que des milliers de travailleurs non syndiqués aient pu voter sur le début et sur la fin de la grève. Selon eux, si le droit de vote avait été réservé aux syndiqués, la grève aurait pu trouver une issue plus favorable. La pire crainte des leaders de la grève, et simultanément le plus bel espoir des entrepreneurs, ne s'est pas réalisée : les travailleurs portuaires ne sont pas démoralisés par la défaite, et commencent à adhérer en masse aux syndicats. À la fin de 1897, on compte plus de 6 700 adhérents. Les dockers abandonnent leur séparatisme et rejoignent l'Union des travailleurs portuaires. Cependant, la tendance à la grève baisse nettement après la défaite de 1897,. En outre, les mesures de répression instaurées après la grève brisent l'influence des syndicats sur les manutentionnaires à quai travaillant pour l'État. Contrairement à la tendance générale, le degré d'organisation chez ces travailleurs décroit notablement.

### Mesures du Sénat de Hambourg
Le Sénat de Hambourg ne se plie pas à la politique de répression violente préconisée par Waldersee à l'Empereur. Au contraire, il souligne la nécessité d'une réforme sociale progressive. Dès le 10 février 1897, ils prennent des premières mesures dans ce sens. Le Sénat nomme une commission d'enquête destinée à faire la lumière sur les rapports sociaux au sein du port. Ce groupe de travail se consacre immédiatement aux plaintes des travailleurs, et laisse aussi s'exprimer les syndicats, ce qui ne constitue rien de moins que leur reconnaissance indirecte par l'État. Le rapport final décrit sans détour les problèmes liés aux conditions de travail dans le port. Ferdinand Tönnies qualifie ce rapport final de justification a posteriori de la grève.
Les employeurs suivent quelques-unes des suggestions de l'enquête, pas toutes. Dorénavant, les salaires ne sont plus payés dans les cafés, mais dans des bureaux de paie. L'union des armateurs de Hambourg établit un bureau central de recrutement, là-aussi pour diminuer le pouvoir des aubergistes et autres intermédiaires. Les tarifs du transport par bac au sein du port diminuent. Les entrepreneurs acceptent aussi la proposition de créer un poste d'inspecteur du port.
La grève entraine également le début de la remise en état du Gängeviertel. Ce dernier est non seulement considéré comme un quartier de la misère et du vice, mais aussi comme un foyer d'opposition politique. Mais cette remise en état s'étendra sur des décennies. Les considérations sociales visant à améliorer la qualité des logements pour les habitants du quartier perdent bientôt toute réalité, car les intérêts économiques des propriétaires terriens – dominants au sein de la bourgeoisie de Hambourg – l'emportent rapidement et sans encombre.

### Conditions de travail, salaires et trajets

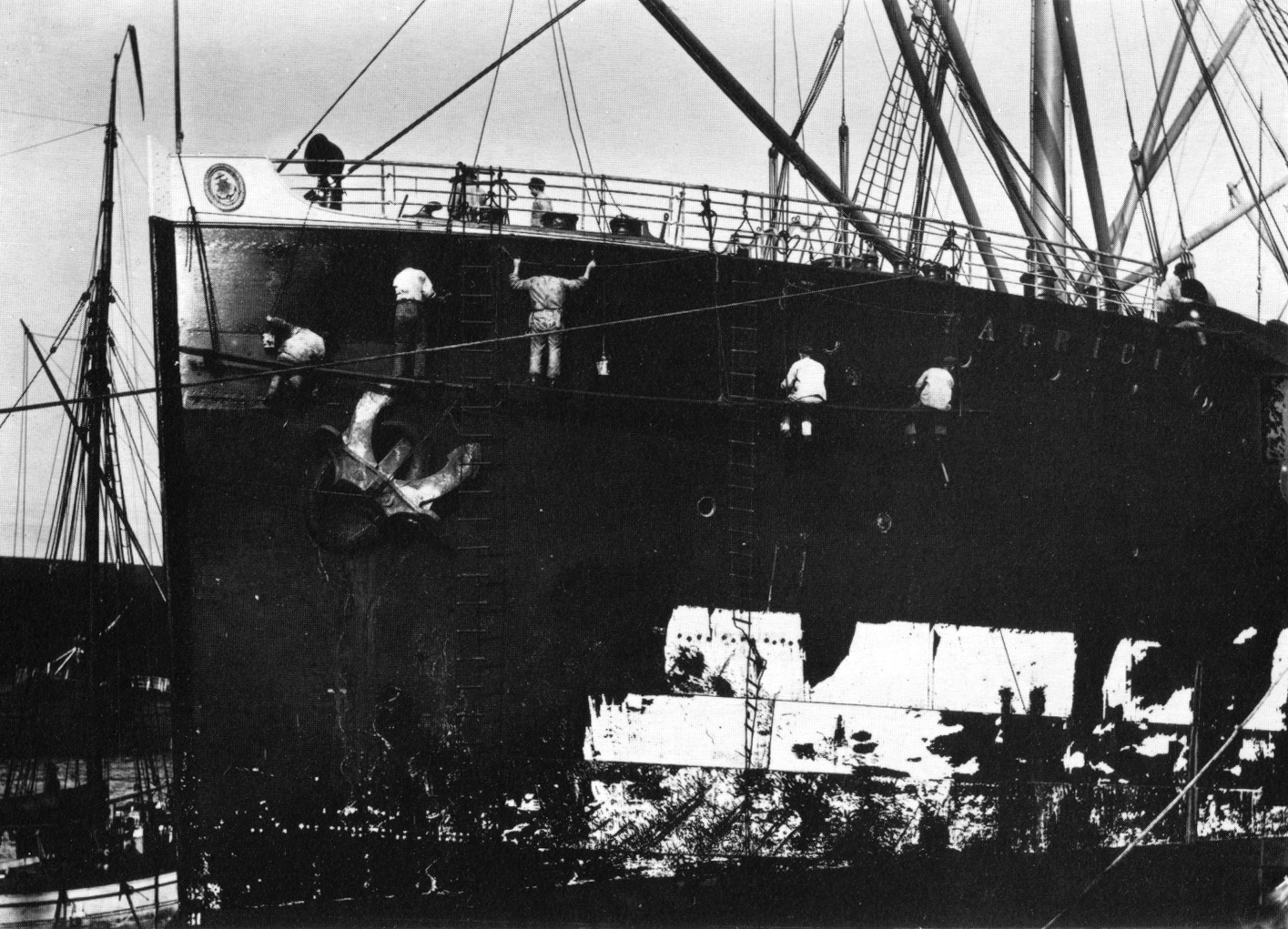
Peintres repeignant le bateau à vapeur Patricia. Dans ce métier, les risques sont les chutes et les intoxications par les peintures utilisées. Photo de Johann Hamann, 1900

Les entrepreneurs refusent tout réduction du temps de travail. Ils gardent donc le pouvoir d'ordonner du travail de nuit n'importe quand. Ce n'est qu'en 1907 que sera introduit le travail posté, et les durées de travail excessives allant jusqu'à 72 heures appartiendront peu à peu au passé. Deux ans avant la Première Guerre mondiale, la durée normale de la journée de travail est fixée à 9 heures, avec de fréquents dépassements. Les efforts physiques et les risques d'accident du travail ou de maladie professionnelle restent des éléments indissociables du travail portuaire.
Dans quelques domaines, mais pas de manière régulière, les salaires sont augmentés. De manière plus général les salaires ont tendance à se réduire. Après 1898, les salaires restent constants jusqu'en 1905. Mais même en augmentant ensuite, ils ne suivent pas l'augmentation du coût de la vie.
En 1911, la construction du tunnel sous l'Elbe conduit à un raccourcissement des trajets pour les travailleurs. Encore plus importante, la construction du métro aérien de Hambourg la même année permet une diminution de la fatigue et un gain important de temps pour les trajets entre domicile et lieu de travail sur le port.

### Stabilisation de l'emploi et accords salariaux

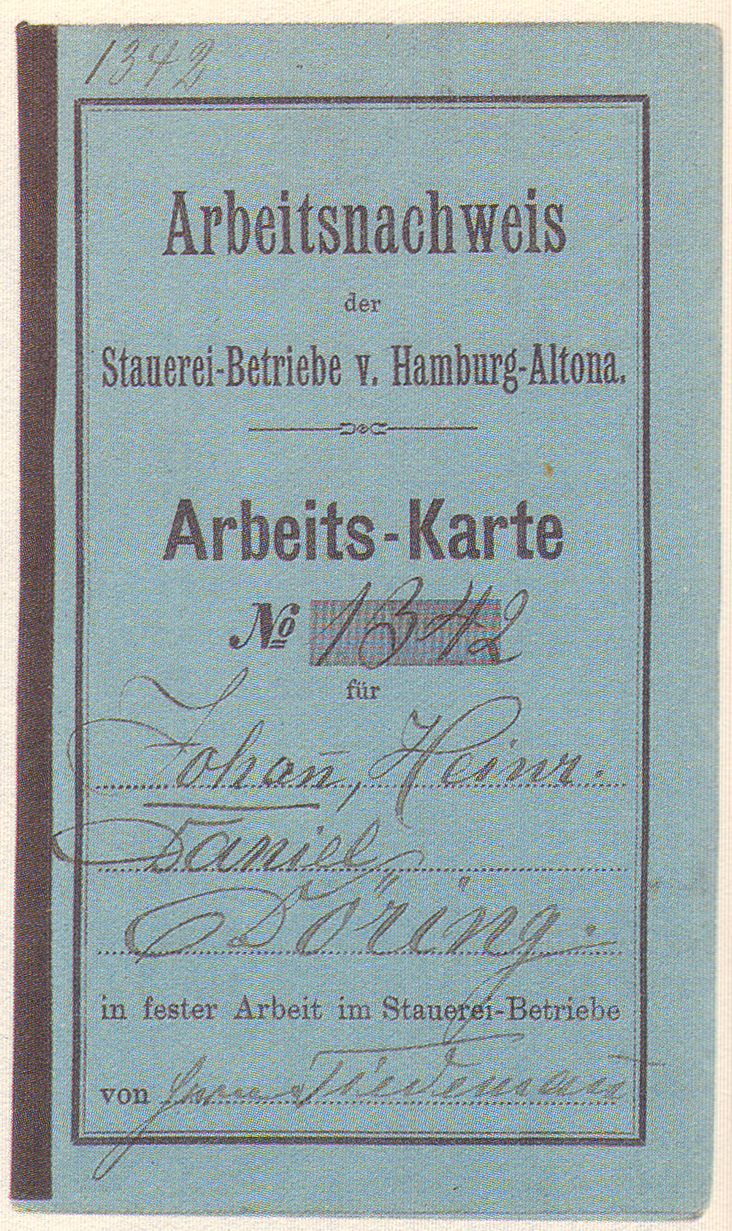
Carte de travail de l'agence de recrutement privée des dockers de Hambourg-Altona, établie au nom du chef syndicaliste Johann Döring,.

Pour l'essentiel, la grève a été portée par les travailleurs à emploi précaire. Pendant les années qui suivent, les entrepreneurs tirent la conclusion qu'il vaut mieux offrir des emplois stables afin de s'assurer une meilleure fidélité de la part des travailleurs, et pour renforcer l'identification des travailleurs avec leur activité et leur entreprise. Ils veulent en tout cas disposer d'ouvriers qui hésiteraient à entamer une grève, de peur de perdre leur emploi stable, plutôt qu'un emploi à la journée. Les précurseurs de cette nouvelle approche sont les importateurs de charbon et la HAPAG, ainsi que les entreprises portuaires à partir de 1906, qui se réunissent en une union des exploitants du port, et réussissent, via leur agence de recrutement, à prendre le contrôle de presque toute l'embauche du port, avec contrats de travail et cartes d'inscription inter-entreprises. Avant la Première Guerre mondiale, cette agence deviendra un bastion des entrepreneurs du secteur portuaire, et le plus grand système de recrutement existant en Allemagne.
Les entrepreneurs se refuseront encore quelque temps à conclure des conventions collectives. Mais, à partir de 1898, un changement d'opinion s'opère aussi dans ce domaine. La puissance des syndicats ne peut plus être ignorée, et encore moins brisée. Plutôt que de laisser couver les conflits, une paix fondée sur des conventions collectives serait préférable, parce qu'elle apporterait plus de stabilité et serait finalement plus rentable. En 1913, l'ensemble du secteur portuaire sera régi par des accords salariaux.

## Recherches, interprétations et films
La dureté du conflit social pousse ses contemporains à rédiger des documents détaillés sur la grève des travailleurs portuaires. On peut notamment citer Gustav Roscher (de), qui réalise un rapport administratif à partir de comptes rendus de police, et deviendra peu après lui-même préfet de la police de Hambourg. Carl Legien a pour sa part décrit le processus du point de vue de la Commission générale des syndicats.
Des travaux sociologiques sont entrepris immédiatement après la fin de la grève. On compte notamment les travaux de Richard Ehrenberg (de) et de Ernst Francke (de) et surtout ceux du père de la sociologie allemande, Ferdinand Tönnies,.
Bien plus tard, la grève fera l'objet d'un certain nombre de mémoires de fin d'études et de thèses.
L'historien Hans-Joachim Bieber a présenté deux études sur la grève. La première décrit son déroulement et examine les réactions du Sénat de Hambourg. La seconde se consacre, sous forme compacte, aux causes de la grève, à son déroulement et à ses conséquences.
Michael Grüttner a publié une courte étude sur cette grève. L'historien y examine la composition sociale des travailleurs du port, leur situation économique et leur comportement face à leurs organisations et à la grève, afin de les mettre en lien avec les caractéristiques de cette dernière. Il a également étudié de façon plus large le déroulement de la grève dans sa thèse, où il examine de manière globale les conditions de travail et de vie « au bord de l'eau ». Il y montre que ces conditions sont d'une part source de sous-emploi et de pauvreté, mais qu'elles ouvrent d'autre part des espaces de liberté qui seront farouchement défendus au fil des années contre les exigences disciplinaires du travail industriel. Selon Grüttner, la grève de 1896/97 n'est qu'une étape dans une longue chaîne de conflits entre travailleurs portuaires et entrepreneurs autour des conditions de travail et des rapports de force dans le port. L'étude attire l'attention sur la grande combativité des entrepreneurs du port de Hambourg. Ils ont réussi à gagner tous les conflits, jusqu'à la veille de la guerre, sans pouvoir pour autant mettre un terme à tous les mouvements de grève et tentatives de contre-pouvoir de la part des syndicats libres.
Georg Asmussen (de), longtemps ingénieur chez Blohm & Voss, s'est inspiré de la grève dans son roman Stürme (Tempêtes) paru en 1905, où il met surtout en scène les affrontements entre les grévistes et les briseurs de grève. Le héros, Hans Thordsen, lui-même actif dans le camp des grévistes, critique avant tout le fait que le principe de solidarité soit exploité par quelques « parasites » prêts à travailler.
Le réalisateur Werner Hochbaum a choisi une autre forme d'expression pour présenter ce conflit. Il a tourné en 1929 à Hambourg le film muet Brüder (Frères), censé évoquer les événements de 1896/97.

### Sources et bibliographie sur la grève
- (de) Hans-Joachim Bieber, « Der Streik der Hamburger Hafenarbeiter 1896/97 und die Haltung des Senats (La grève des dockers de Hambourg de 1896/97 et la position du sénat) », Zeitschrift des Vereins für Hamburgische Geschichte, vol. 64,‎ 1978, p. 91–148
- (de) Hans-Joachim Bieber, Der Hamburger Hafenarbeiterstreik 1896/97 (La grève des dockers de Hambourg de 1896/97), Hambourg, Landeszentrale für Politische Bildung, 1987 (ISBN 3-8103-0807-2) – Tiré à part de (de) Arno Herzig, Dieter Langewiesche et Arnold Sywottek, Arbeiter in Hamburg. Unterschichten, Arbeiter und Arbeiterbewegung seit dem ausgehenden 18. Jahrhundert (Travailleurs à Hambourg. Sous-classes, travailleurs et mouvements du travail depuis la fin du XVIIIe siècle, Hambourg, Erziehung u. Wissenschaft, 1983
- (de) Jürgen Bönig, Streik gegen Politik: Die Folgen des Hafenarbeiterstreiks in Hamburg 1896/97(Une grève contre une politique: Les conséquences de la grève des travailleurs du port de Hambourg 1896/97), Mitarbeit, n°25 Arbeiter im Konflikt, 2022, p.34-37.
- (de) Richard Ehrenberg, Der Ausstand der Hamburger Hafenarbeiter 1896/97 (La grève des travailleurs du port de Hambourg de 1896/97), Iéna, 1897
- (de) Michael Grüttner, « Der Hamburger Hafenarbeiterstreik 1896/97 (La grève des travailleurs du port de Hambourg de 1896/97) », dans Klaus Tenfelde und Heinrich Volkmann, Streik. Zur Geschichte des Arbeitskampfes in Deutschland während der Industrialisierung, Munich, C.H.Beck, 1981, 143–161 p. (ISBN 3-406-08130-4)
- (de) Michael Grüttner, « "Alle Reeder stehen still ..." (Tous les armateurs sont immobilisés ...); documents sur la grève des dockers de Hambourg », dans Hellmut G. Haasis, Spuren der Besiegten (Traces des vaincus), vol. 3, Reinbek bei Hamburg, Rowohlt, 1984, 869-887 p.
- (de) Carl Legien, Der Streik der Hafenarbeiter und Seeleute in Hamburg-Altona (La grève des travailleurs et des matelots du port de Hambourg-Altona) : Darstellung der Ursachen und des Verlaufs des Streiks, sowie der Arbeits- und Lohnverhältnisse der im Hafenverkehr beschäftigten Arbeiter (Présentation des causes et du déroulement de la grève, ainsi que des conditions de travail et de salaire des travailleurs impliqués dans le trafic du  port, Hambourg, Verlag der Generalkommission der Gewerkschaften Deutschlands, 1897
- (de) Hannelore Rilke, Arbeitskampf und öffentliche Meinung. Der Hamburger Hafenarbeiterstreik 1896/97 aus bürgerlich-liberaler Sicht. (Lutte du travail et opinion publique. La grève des dockers de Hambourg de 1896/97 pour le public bourgeois libéral) : Mémoire scientifique interne pour le grade de maître ès arts de l'université de Hambourg, Hambourg, 1979
- (de) Johannes Martin Schupp, Die sozialen Verhältnisse im Hamburger Hafen (Les relations sociales dans le port de Hambourg) : Thèse de doctorat, 1908
- (de) Ferdinand Tönnies et Rolf Fechner (dir.), Schriften zum Hamburger Hafenarbeiterstreik (Écrits sur la grève des dockers de Hambourg), Munich, Profil, 2011 (ISBN 978-3-89019-660-2)